# Lawton (Iowa)
Lawton és una població dels Estats Units a l'estat d'Iowa. Segons el cens del 2000 tenia 697 habitants.

## Demografia
Segons el cens del 2000, Lawton tenia 697 habitants, 255 habitatges, i 205 famílies. La densitat de població era de 527,7 habitants/km².
Dels 255 habitatges en un 41,2% hi vivien nens de menys de 18 anys, en un 70,2% hi vivien parelles casades, en un 7,5% dones solteres, i en un 19,6% no eren unitats familiars. En el 16,5% dels habitatges hi vivien persones soles el 8,6% de les quals corresponia a persones de 65 anys o més que vivien soles. El nombre mitjà de persones vivint en cada habitatge era de 2,71 i el nombre mitjà de persones que vivien en cada família era de 3,06.
Per edats la població es repartia de la següent manera: un 29,8% tenia menys de 18 anys, un 6,6% entre 18 i 24, un 32% entre 25 i 44, un 19,2% de 45 a 60 i un 12,3% 65 anys o més.
L'edat mediana era de 35 anys. Per cada 100 dones de 18 o més anys hi havia 88,8 homes.
La renda mediana per habitatge era de 52.917 $ i la renda mediana per família de 58.750 $. Els homes tenien una renda mediana de 37.011 $ mentre que les dones 21.023 $. La renda per capita de la població era de 18.432 $. Entorn del 4,3% de les famílies i el 6,8% de la població estaven per davall del llindar de pobresa.

## Poblacions més properes
El següent diagrama mostra les poblacions més properes.